# 紀広庭
紀 広庭（き の ひろにわ）は、奈良時代の公卿。中納言・紀麻路の子。官位は従四位下・参議。

## 経歴
天平宝字8年（764年）10月に藤原仲麻呂の乱における功績により従五位下に叙せられ、上総介に任ぜられる。のち、勅旨少輔・河内介を歴任する。河内介在任中の神護景雲3年（769年）に道鏡の出身地に設営された由義宮（河内国）への称徳天皇の行幸の供をする。まもなく由義宮を西京として、その所管を行うための官司として河内国が河内職に改編されると、その亮に任ぜられ、従五位上に昇叙された。翌神護景雲4年（770年）4月には摂津亮・内蔵若人と共に造由義大宮司次官を兼任する。同年8月称徳天皇の崩御・道鏡の失脚後に、河内職が河内国に戻されると河内守に任ぜられている。
光仁朝に入ると、宝亀2年（771年）正五位下、宝亀4年（773年）従四位下と順調に昇進し、宝亀6年（775年）参議に任ぜられ公卿に列した。またこの間、河内守・兵部大輔を歴任している。宝亀8年（777年）6月12日卒去。最終官位は参議従四位下美濃守。

## 官歴
注記のないものは『続日本紀』による。
- 時期不詳：正六位上
- 天平宝字8年（764年） 10月7日：従五位下。10月20日：上総介
- 神護景雲元年（767年） 8月29日：勅旨少輔
- 神護景雲2年（768年） 11月13日：河内介
- 神護景雲3年（769年） 10月30日：従五位上、河内亮
- 神護景雲4年（770年） 4月1日：造由義大宮司次官。8月28日：河内守
- 宝亀2年（771年） 11月24日：正五位下
- 宝亀4年（773年） 正月7日：従四位下
- 宝亀5年（774年） 3月5日：兵部大輔
- 宝亀6年（775年） 9月27日：参議
- 宝亀8年（777年） 正月：兼美濃守[1]。6月12日：卒去（参議従四位下美濃守）